# Jessica Michibata
Jessica Celeste González Almada (Fukui, 21 de Outubro de 1984), mais conhecida como Jessica Michibata (道端ジェシカ, Michibata Jeshika), é uma top model japonesa.

## Biografia
Filha mestiça de pai argentino (hispano-italiano) e de mãe japonesa, Jessica começou cedo na carreira de modelo. Ela foi capa da GLAMOROUS, Harpers Bazaar, S-Cawaii, Men’s Joker, Marie Claire e Nylon Japan.
A japonesa também atuou em comerciais de TV e já apareceu em um clip do grupo de hip-hop SOUL’d OUT, na MTV Japão e no programa Super Models. Além de ter participado de vários desfiles no Japão, como o Tokyo Girls Collection. Junto a sua irmã Angelica, serve ainda de porta-voz da marca de lingerie japonesa Peach John.

### Vida pessoal
Atualmente Jessica mora em Tóquio. Ela tem duas irmãs, que também são modelos: a mais velha se chama Karen e a mais nova se chama Angelica. Jessica e Angelica são modelos de lingerie, enquanto Karen desfila para grifes famosas.
Jessica foi casada com o campeão de Fórmula 1 Jenson Button. O casal namorou por um ano e meio e rompeu o relacionamento no fim de maio de 2010. Entretanto, eles reataram o romance dois meses depois e se casaram no final do ano de 2014 no Havaí. O casal separou-se após um ano de casamento.

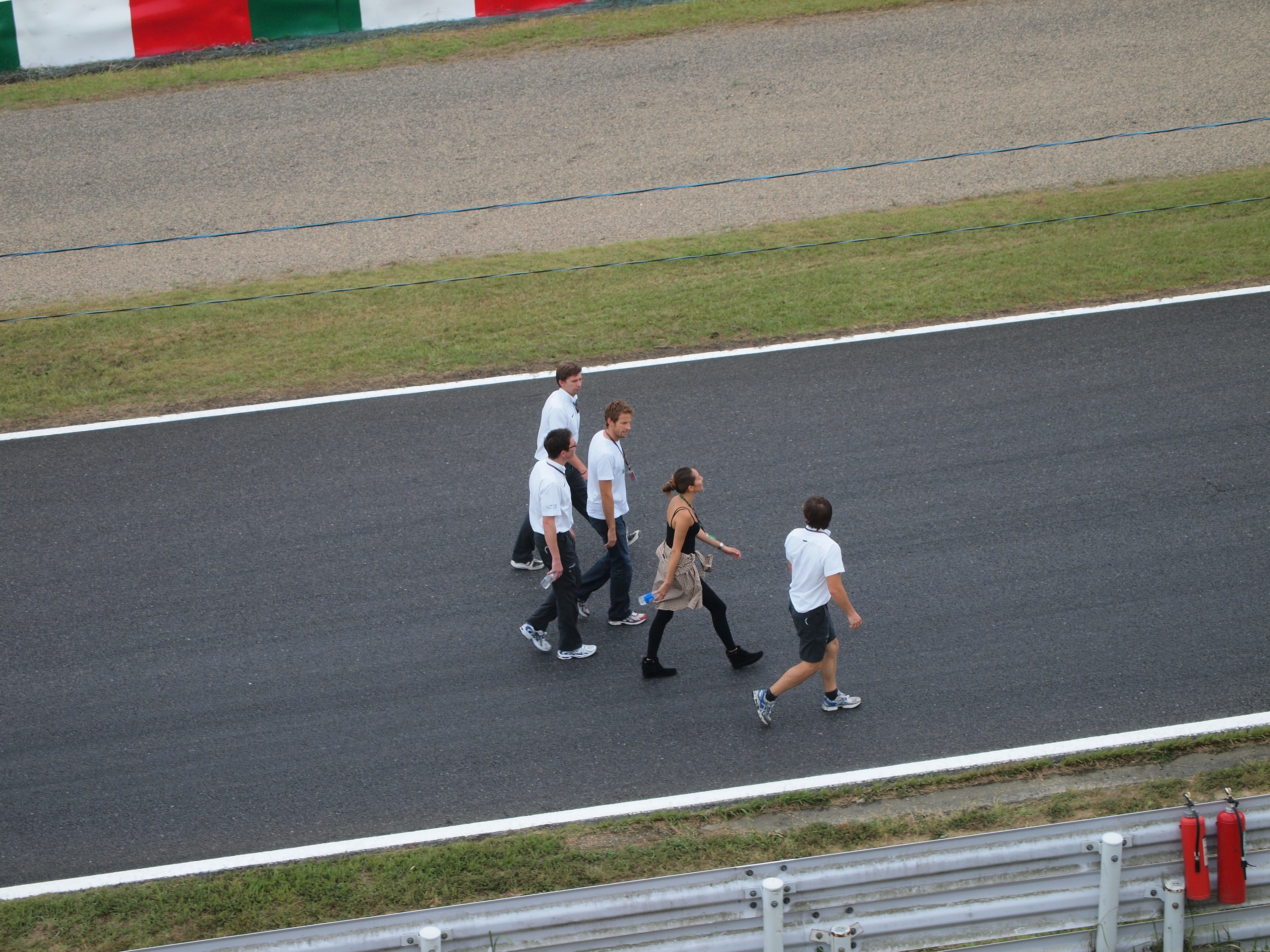
Jessica acompanhada pelo então namorado, Jenson Button e de alguns membros de sua antiga equipe, Brawn GP.

## Filmografia

### Televisão
- Cinema Style (TBS, 2007)
- Mezamashi TV (Fuji TV, 2006)
- Waratte Iitomo (Fuji TV, 2005-2006)
- Easy Sports (TV Asahi)
- Tokyo Walking Map (TBS)
- Digital Stadium (NHK)

### Vídeo Clipes
- Teriyaki Boyz - "Zock On!" (2008)
- Soul'd Out - "Dolphin" (2005)